# Albert Zimmermann
Pour les articles homonymes, voir Zimmermann.
Albert Zimmermann, né le 20 septembre 1808 à Zittau et mort le 18 octobre 1888 à Munich, est un peintre allemand du Royaume de Saxe.

## Biographie
Fils de l'impresario Karl Friedrich August Zimmermann, Albert Zimmermann se forme en autodidacte à la peinture de paysage ; il continue sa formation à l'Académie de Dresde, puis à partir de 1831 à Académie des beaux-arts de Munich, où il a entre autres professeurs Carl Rottmann. Il y crée une école de peinture de paysage, qui sera bien fréquentée ; il y a notamment comme élèves Ludwig von Hagn, ainsi que ses frères Max (1811-1878) qui étudie le dessin sous sa direction, Robert (1818-1864) et Richard (1820-1875).
En 1857, il se rend en Italie où il a obtenu un poste de professeur à l'Académie des beaux-arts de Milan ; son élève préféré, Adalbert Waagen, le suit. 
En 1860, Zimmermann se rend à Vienne, où il enseigne jusqu'en 1872 à l'Académie des beaux-Arts ; il aura notamment pour élèves Eugen Jettel de 1860 à 1869, Emil Jakob Schindler, Rudolf Ribarz et Robert Russ. Il s'établit en 1880 à Salzbourg, puis retourne en 1884 ou 1885 à Munich, où il meurt en 1888.

## Œuvres
Zimmermann est un représentant de la peinture de paysage à caractère héroïco-historique. Il a une préférence pour des paysages de montagne, avec de puissants effets de lumière ; il y place parfois des figures mythologiques. Son séjour en Italie lui inspire également des tableaux.

### Œuvres en collection publique
- Paysage avec chute d'eau : Munich, Nouvelle Pinacothèque
- Rochers, avec combat de Centaures et de tigres : Munich, Nouvelle Pinacothèque
- Le lac de Côme à Bellagio, huile sur toile, 1857-1859 : Munich, Nouvelle Pinacothèque[3]
- Faust et Méphistophélès : Stuttgart, Staatsgalerie
- L’Obersee dans les Alpes de Berchtesgaden : Stuttgart, Staatsgalerie
- Dans les Hautes-Alpes : Francfort, Städel Museum
- Combat de Centaures avec des lions : Leipzig, Museum der bildenden Künste
- Orage en haute montagne, huile sur toile, 1858 : Vienne, Österreichische Galerie Belvedere[4]
- Coucher de soleil sur le Hintersee à Berchtesgaden, huile sur toile, 1858 : Vienne, Österreichische Galerie Belvedere[5]
- Après la tempête (After the storm), musée de l'Ermitage, Saint-Petersbourg, collection d'Alexandre von Stieglitz, huile sur toile, 1860.
- Le lac de Lugano , huile sur toile, 1868 : Vienne, Österreichische Galerie Belvedere
- Labours : Dresde, Galerie Neue Meister
- Fenaison : Londres, Victoria and Albert Museum, huile sur bois, 1838[6]

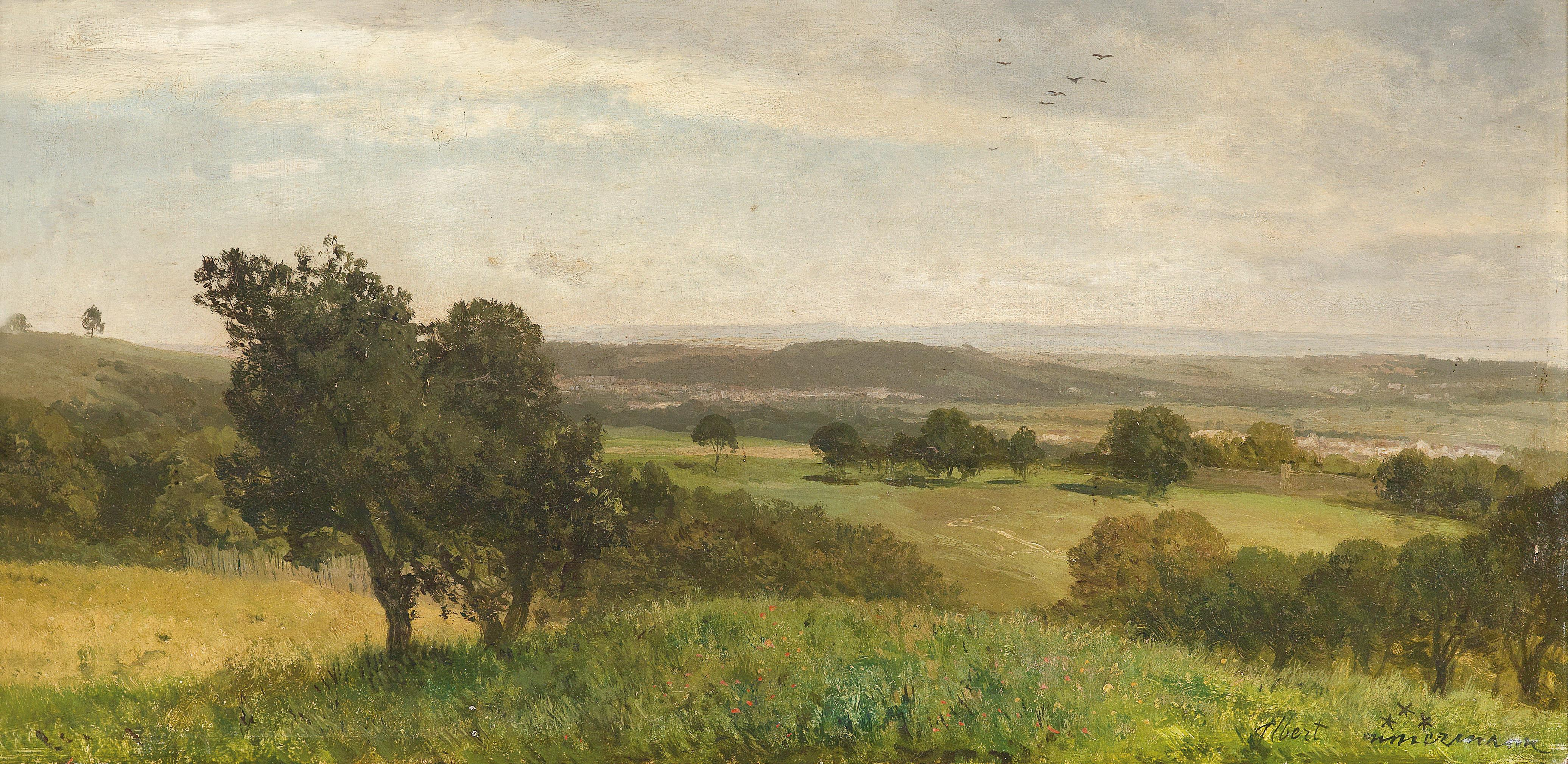
Paysage de Basse-Autriche
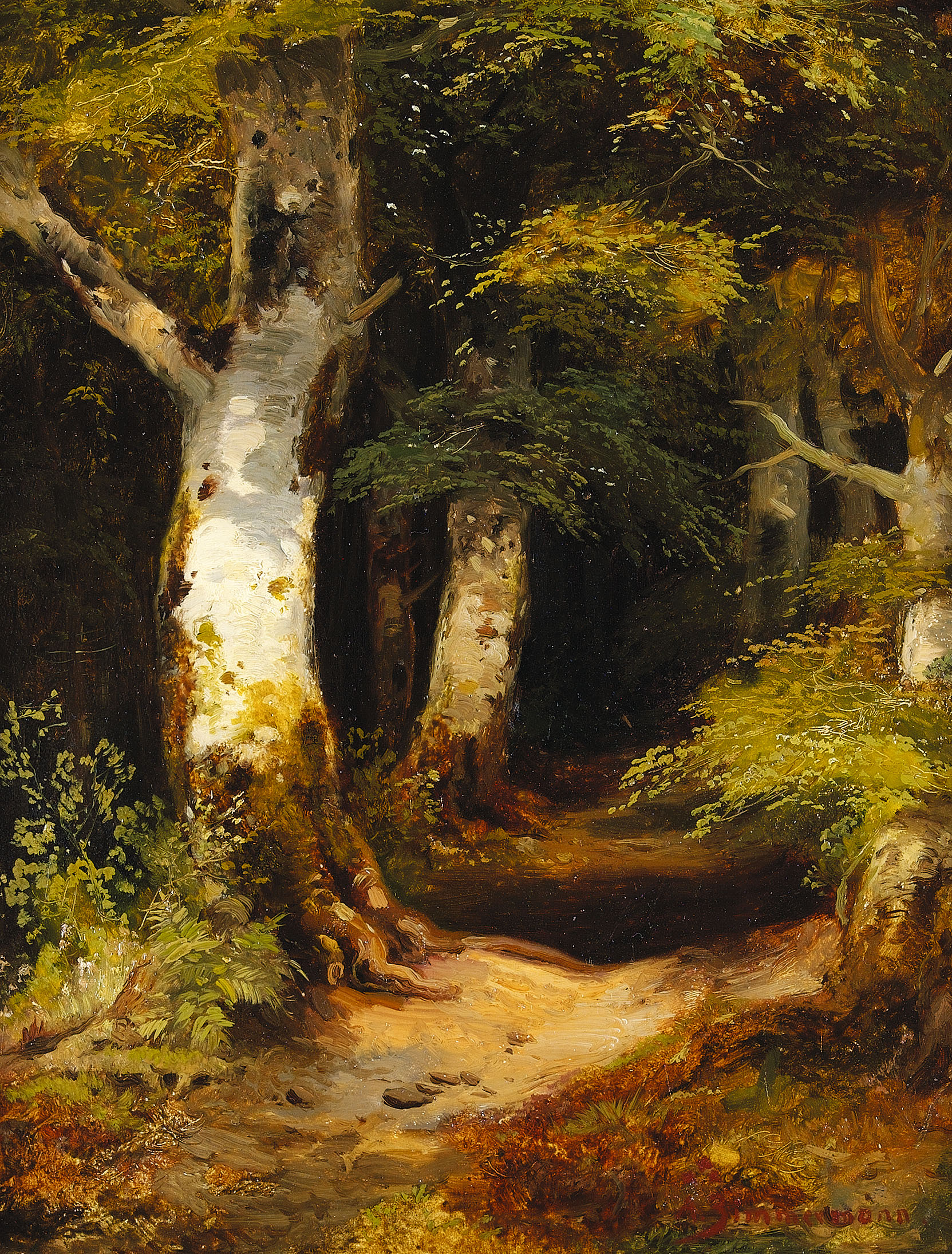
Sentier en forêt
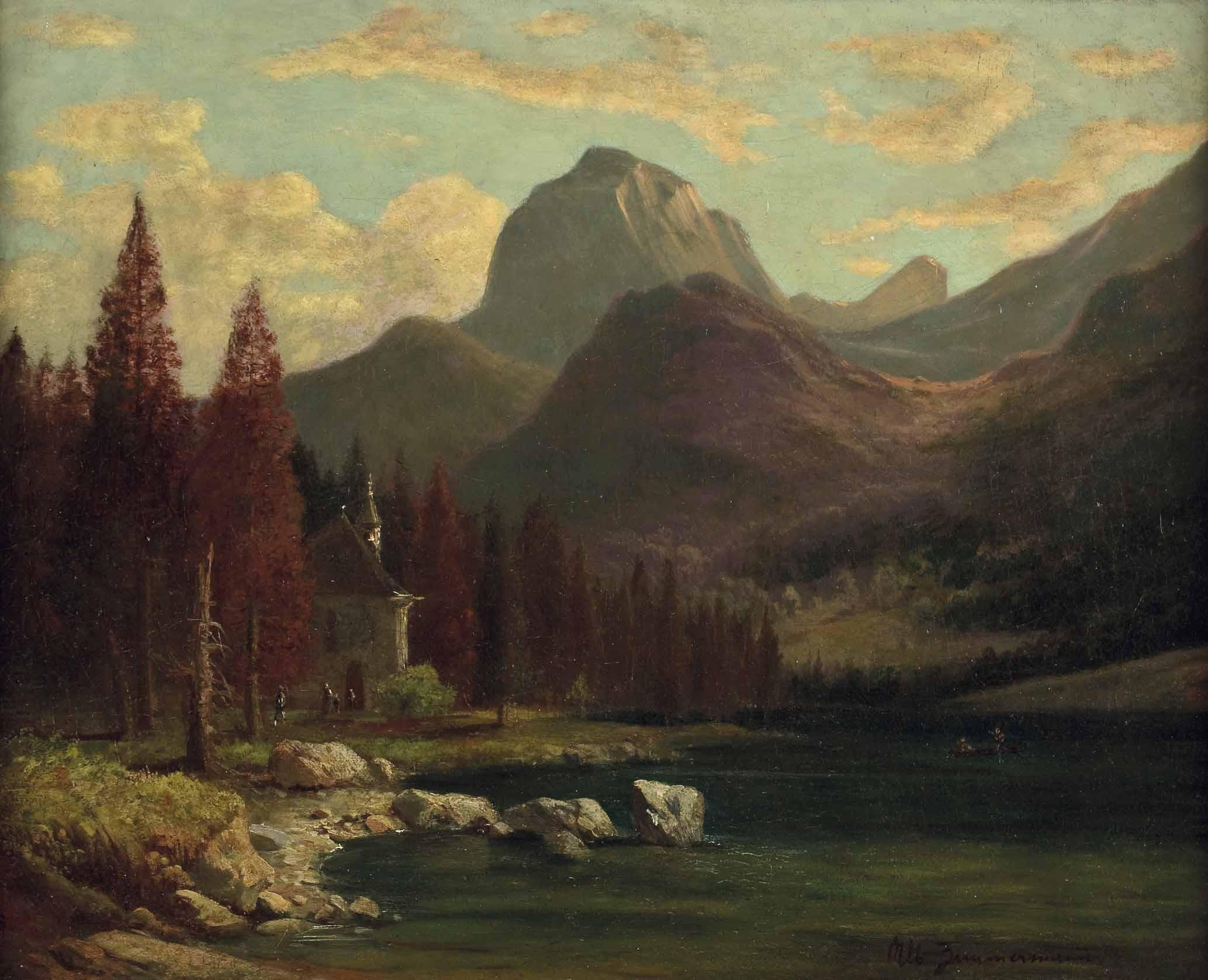
Chapelle du lac Hintersee à Berchtesgaden, 1888
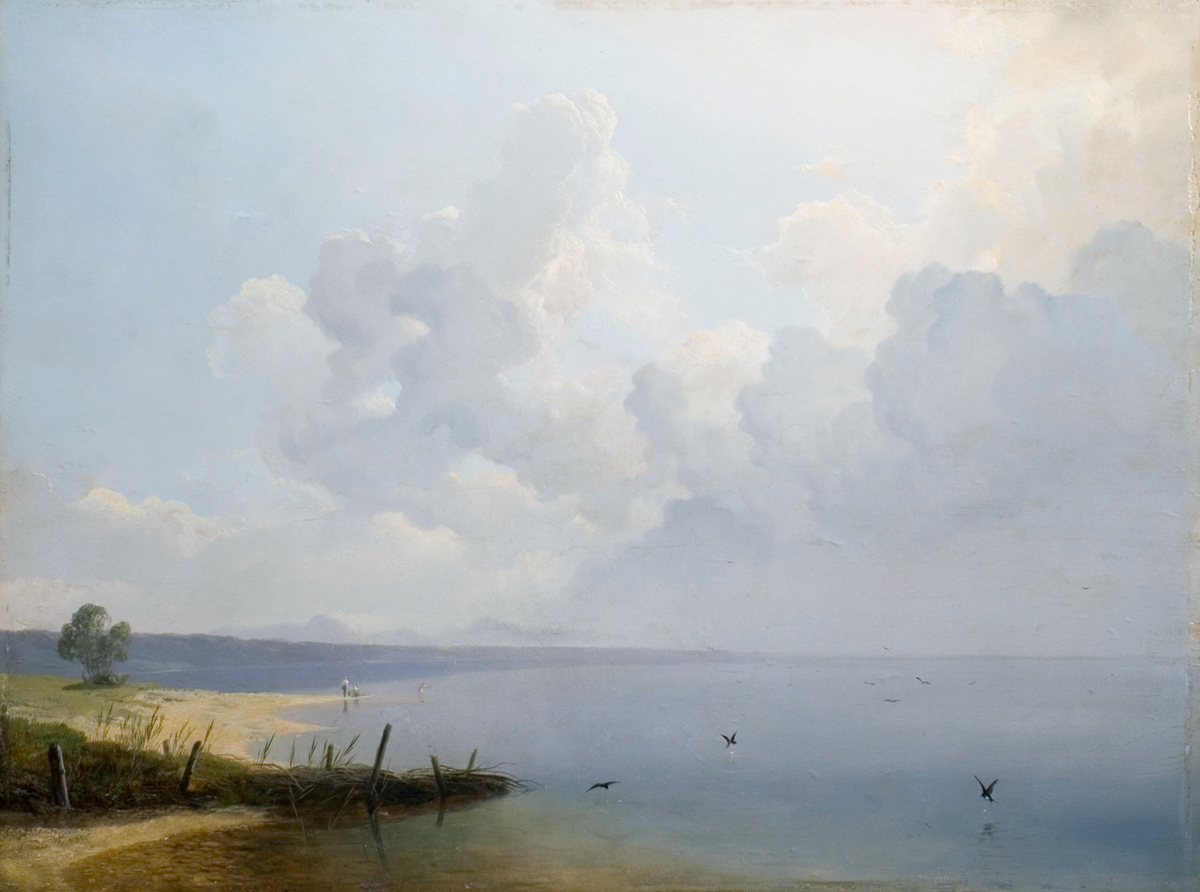
Le lac de Constance, huile sur panneau de frêne, avant 1868, Londres, Victoria and Albert Museum